# Italien beim Junior Eurovision Song Contest
Teilnehmende Rundfunkanstalt

Erste Teilnahme
2014
Anzahl der Teilnahmen
10 (Stand 2024)
Höchste Platzierung
1 (2014)
Höchste Punktzahl
209 (2016)
Niedrigste Punktzahl
34 (2015)
Punkteschnitt (seit erstem Beitrag)
128,00 (Stand 2020)
Punkteschnitt pro abstimmendem Land im 12-Punkte-System
5,24 (Stand 2015)
Dieser Artikel befasst sich mit der Geschichte Italiens als Teilnehmer am Junior Eurovision Song Contest.

## Vorentscheide
2014 wurde intern Vincenzo Cantiello als Sieger der Castingshow Ti lascio una canzone nominiert. 2015 fand im Rahmen der Show am 12. September eine speziell für den JESC konzipierte Vorentscheidung statt. Fiamma Boccia und  Maria Iside Fiore wurden 2016 und 2017 ohne diese Sendung durch eine senderinterne Entscheidung ausgewählt. Auch in den Folgejahren entschied sich Rai, die Beiträge intern auszuwählen.

## Teilnahme am Wettbewerb
Nach dem Debüt des kleinen Nachbarlandes San Marino im Wettbewerb 2013 entschied sich das italienische Fernsehen vier Jahre nach der Rückkehr zum Eurovision Song Contest für die erste Teilnahme beim Junior Eurovision Song Contest. Beim Debüt 2014 gelang es Italien bei der ersten Teilnahme, den Wettbewerb mit Vincenzo Cantiello zu gewinnen. Der Fernsehsender entschied sich trotz des Sieges jedoch gegen eine Ausrichtung des Wettbewerbs im Folgejahr. 2015 erreichte das Duo Chiara & Martina mit Platz 16 von 17 den vorletzten Platz, das bis dato schlechteste Ergebnis für Italien. 2016 erzielte man einen wieder einen respektablen dritten Platz. 2017 reichte es mit Platz 11 von 17 für eine Platzierung im Mittelfeld. In den Folgejahren 2018 und 2019 erreichten beide Beiträge mit Platz 7 wieder die ersten Zehn. 2020 zog sich Italien vom Wettbewerb zurück, als Grund wurde die Corona-Pandemie und die damit verbundenen Umstände genannt. Auch für 2021 plante Rai zunächst nicht teilnehmen zu wollen, da man sich primär auf die Ausrichtung des regulären ESC konzentrieren wolle, den man 2021 gewann. Letztendlich stand man jedoch auf der Teilnehmerliste für 2021. 2021 erreichte man mit Platz 10 von 19 somit ein  Ergebnis unter den ersten Zehn. 2022 erreichte man nur den 11. Platz.
Mit einem Sieg und vier Platzierungen unter den ersten Zehn zählt Italien zu den erfolgreicheren Teilnehmerländern beim JESC.

## Liste der Beiträge
| Jahr | Interpret                | Lied (Musik / Text) | Sprache                  | Übersetzung              | Platz Teilnehmer (gesamt) | Punkte                   |
| ---- | ------------------------ | --- | ------------------------ | ------------------------ | ------------------------- | ------------------------ |
| 2014 | Vincenzo Cantiello       | Tu primo grande amore (Alterisio Paoletti, Fabrizio Berlincioni, Leonardo de Amicis / Vincenzo Cantiello, Francesca Giuliano) | Italienisch, Englisch    | Du, erste große Liebe    | 1 / 16                    | 159                      |
| 2015 | Chiara & Martina         | Viva (Gigi D’Alessio, Adriano Pennino / Fabrizio Berlincioni, Chiara Scarpari, Martina Scarpari)                              | Italienisch              | Hoch lebe                | 16 / 17                   | 34                       |
| 2016 | Fiamma Boccia            | Cara Mamma (Marco Iardella, Francesco Spadoni, Alessandro Ghironi / Fiamma Boccia)                                            | Italienisch, Englisch    | Liebe Mama               | 3 / 17                    | 209                      |
| 2017 | Maria Iside Fiore        | Scelgo (My Choice) (Stefano Rigamonti, Marco Iardella / Stefano Rigamonti, Fabrizio Palaferri, Maria Iside Fiore)             | Italienisch, Englisch    | Ich wähle                | 11 / 16                   | 86                       |
| 2018 | Melissa & Marco          | What Is Love (Franco Fasano, Marco Iardella / Mario Gardini, Fabrizio Palaferri, Marco Boni, Melissa Di Pasca)                | Italienisch, Englisch    | Was ist Liebe?           | 7 / 20                    | 151                      |
| 2019 | Marta Viola              | La voce della terra (Marco Iardella, Franco Fasano / Emilio di Stefano, Fabrizio Palaferri)                                   | Italienisch, Englisch    | Die Stimme der Erde      | 7 / 19                    | 129                      |
| 2020 | Auf Teilnahme verzichtet | Auf Teilnahme verzichtet | Auf Teilnahme verzichtet | Auf Teilnahme verzichtet | Auf Teilnahme verzichtet  | Auf Teilnahme verzichtet |
| 2021 | Elisabetta Lizza         | Specchio (Mirror on the Wall) (Stefano Rigamonti, Marco Iardella, Franco Fasano; Stefano Rigamonti, Fabrizio Palaferr)        | Italienisch, Englisch    | Spiegel                  | 10 / 19                   | 107                      |
| 2022 | Chanel Dilecta           | Bla Bla Bla (Marco Iardella, Fabrizio Palaferri, Angela Senatore, Carmine Spera)                                              | Italienisch, Englisch    | –                        | 11 / 16                   | 95                       |
| 2023 | Melissa & Ranya          | Un Mundo Giusto (Franco Fasano, Marco Iardella)                                                                               | Italienisch, Englisch    | Eine gerechte Welt       | 11 / 16                   | 81                       |
| 2024 | Simone Grande            | Pigiama Party (Alex Uhlmann, Luca Mattioni, Pablo Meneguzzo, Luca Mattioni, Pablo Meneguzzo)                                  | Italienisch, Englisch    | Pyjamaparty              | 9 / 17                    | 98                       |

## Punktevergabe
Folgende Länder erhielten die meisten Punkte von oder vergaben die meisten Punkte an Italien:
| Die meisten vergebenen Punkte | Die meisten vergebenen Punkte | Die meisten vergebenen Punkte |
| Platz                         | Land                          | Punkte                        |
| ----------------------------- | ----------------------------- | ----------------------------- |
| 1                             | Malta                         | 22                            |
| 2                             | Bulgarien                     | 18                            |
| 3                             | Albanien                      | 12                            |
| 4                             | Niederlande                   | 08                            |
| 4                             | Armenien                      | 08                            |
| 4                             | Ukraine                       | 08                            |
| 4                             | San Marino                    | 08                            |
| 5                             | Slowenien                     | 07                            |

| Die meisten erhaltenen Punkte | Die meisten erhaltenen Punkte | Die meisten erhaltenen Punkte |
| Platz                         | Land                          | Punkte                        |
| ----------------------------- | ----------------------------- | ----------------------------- |
| 1                             | Malta                         | 22                            |
| 2                             | Montenegro                    | 13                            |
| 3                             | San Marino                    | 12                            |
| 3                             | Slowenien                     | 12                            |
| 3                             | Kid’s Jury                    | 12                            |
| 4                             | Armenien                      | 11                            |
| 5                             | Bulgarien                     | 10                            |
| 5                             | Georgien                      | 10                            |
| 5                             | Ukraine                       | 10                            |
| 5                             | Serbien                       | 10                            |
| 5                             | Zypern                        | 10                            |
| 5                             | Kroatien                      | 10                            |

Stand: 2015